# Mario Chiesa (ciclista)
Mario Chiesa (Brescia, 17 novembre 1966) è un dirigente sportivo ed ex ciclista su strada italiano.
Professionista dal 1988 al 1997, dal 1998 al 2018 ha ricoperto la carica di direttore sportivo per numerosi team professionistici.

## Carriera
Cominciò a gareggiare all'età di nove anni, e dopo la trafila delle categorie giovanili passò professionista nel 1988 con la divisa della Carrera, squadra diretta dal bresciano Davide Boifava. Con questa formazione gareggiò per nove stagioni, fino al 1996, svolgendo prevalentemente ruoli di gregariato a favore di capitani come Roberto Visentini, Stephen Roche, Guido Bontempi, Claudio Chiappucci e Marco Pantani.
Tra i pro vinse solo una corsa, il 45º Trofeo Matteotti nel 1990 a Pescara, in solitaria e battendo Franco Ballerini e Stefano Giuliani. Partecipò comunque a numerose edizioni del Giro d'Italia e del Tour de France; nelle tappe in cui era libero di fare la sua corsa cercò spesso di andare in fuga ma non ottenne mai successi parziali. Lasciò l'attività agonistica al termine della stagione 1997, nella quale gareggiò, ancora sotto la guida di Boifava, con i colori della Asics-CGA.
Dopo il ritiro dalle corse rimase nell'ambiente del ciclismo professionistico ricoprendo cariche di direttore sportivo; tra gli altri collaborò per tre stagioni con Giancarlo Ferretti alla Fassa Bortolo e per quattro con Roberto Amadio alla Liquigas. Dal 2010 al 2014 fu nello staff tecnico della Katusha, squadra ProTour russa, per poi collaborare con i team IAM Cycling, Bahrain-Merida e Israel Cycling Academy.

## Palmarès
- 1985 (Dilettanti)

Vicenza-Bionde
- 1990 (Carrera-Vagabond, una vittoria)

Trofeo Matteotti

### Altri successi
- 1988

Cronocoppie di Bad Zurzach (con Hansruedi Märki)

## Piazzamenti

### Grandi Giri
- Giro d'Italia

1989: 92º
1990: 137º
1993: 64º
1994: 59º
1995: 81º
1997: 82º
- Tour de France

1992: 117º
1993: 92º
1994: 114º
1995: ritirato (10ª tappa)
1996: 125º
- Vuelta a España

1988: 82º
1991: fuori tempo (12ª tappa)
1992: 118º
1995: 112º

### Classiche monumento
- Milano-Sanremo

1989: 86º
1991: 69º
1992: 179º
1994: 78º
1995: 100º
1996: 157º
1997: 91º
- Giro delle Fiandre

1997: 75º